# Nemoria packardaria
Nemoria packardaria là một loài bướm đêm trong họ Geometridae.